# Là où les putains n'existent pas
Là où les putains n'existent pas és una pel·lícula documental francesa del 2017 dirigida per Ovidie i estrenada el 2018.

## Sinopsi
El documental explica la història d'Eva-Marree Kullander-Smith, coneguda com "Jasmine Petite", que va ser apunyalada 31 vegades per la seva antiga companya a l'oficina de serveis socials sueca l'11 de juliol de 2013. Malgrat el seu passat de violència, havia obtingut la custòdia dels seus dos fills quan els serveis socials van descobrir que feia dues setmanes que treballava com a escort. Malgrat les seves demandes durant tres anys, els serveis socials es neguen a donar-li la custòdia dels seus fills. Aleshores es va convertir en portaveu del sindicat suec de treballadores sexuals.
A través dels testimonis dels familiars d'Eva Marree, la directora Ovidie denuncia la política de l'estat suec per "erradicar la prostitució", va ser el primer país a sancionar els clients de les prostitutes.

## Gènesi
El 2013, mentre treballava per Metronews, Ovidie va descobrir la història d'Eva-Marree Kullander a través d'activistes de treball sexual i moviments feministes a Escandinàvia. Aleshores, la història és tractada com un incident trivial pels mitjans locals suecs. Aleshores, el model suec -que criminalitzava els clients de les prostitutes- es considerava "idíl·lic" i la directora va decidir aprofundir en aquesta història que l'obsessionava.

## Crítiques
Segons Hélène Marzolf, a Télérama, 
| « | aquesta pel·lícula compromesa soscava la perfecció d'un model elogiat arreu del món, i s'involucra en un debat tant més instructiu com ho aplica França des que 2016 la legislació sueca de penalitzar el client | » |

Per Libération, 
| « | el documental gairebé pren l'aire d'una esgarrifosa distopia quan mostra una sessió de teràpia de rehabilitació imposada per l'estat a exprostitutes exhortades a penedir-se i als seus clients. | » |

## Distincions
- Festival Internacional de Cinema de Tessalònica de 2017 : Premi Amnesty International.[6]